# Acaenitus defunctus
Acaenitus defunctus là một loài tò vò trong họ Ichneumonidae.